# Charles-Gaspard von der Leyen
Le baron d'empire Charles-Gaspard von der Leyen (né le 18 décembre 1618 ; † 1er juin 1676 dans la forteresse d'Ehrenbreitstein), fut de 1652 à 1676 archevêque et prince-électeur de Trèves.

## Biographie
Charles-Gaspard est issu de la vieille dynastie rhénane des barons von der Leyen, dont le palais familial est le château de Gondorf, qui surplombe la basse vallée de la Moselle ; son père Damian von der Leyen (1583–1639) était un haut fonctionnaire de l’électorat de Trèves. Dès 1641, Charles-Gaspard était admis au sein du chapitre cathédral de Trèves, qu'il suivit en 1645 dans sa retraite à Cologne, tandis que l'archevêque déchu Philipp Christoph von Sötern, détenu depuis dix années dans les geôles impériales, retrouvait son rôle de régent de l’Électorat de Trèves avec l'appui des Français. 
En 1649, Philipp Christoph ayant nommé, au mépris du chapitre compétent, Philipp Ludwig von Reiffenberg (de) comme coadjuteur de Trèves, les chanoines levèrent une armée commandée par Charles-Gaspard ; ces troupes, parties de la cathédrale de Cologne, marchèrent sur Trèves pour y déposer l'archevêque (âgé de 82 ans) lequel dut, sous la contrainte, accepter la réélection du coadjuteur par le chapitre : et c'est ainsi que le 11 juin 1650, Charles-Gaspard était élu coadjuteur. Philipp Christoph dénonça ce scrutin, mais Charles-Gaspard, avec l'appui de l'empereur, obtint confirmation de son élection par le pape Innocent X et le 12 mars 1652, à la mort de l'archevêque, il monta sur le trône épiscopal ; le 15 septembre 1652, il était consacré archevêque.
Les ravages de la guerre de Trente Ans, qui venait à peine de se terminer, laissaient l'archevêque face à de grandes difficultés, puisque le nombre de sujets de l’Électorat était retombé à 300 000. Aussi sa politique se fixa-t-elle comme priorité de reconstruire les habitations, de rétablir l'ordre et de redresser l'économie, enfin de relever les fortifications de Coblence et d’Ehrenbreitstein ; C'est dans ce dernier château qu'il transféra sa cour. 
À Trèves, il parvint à faire revenir l’abbaye Saint-Maximin de Trèves sur ses prétentions à l’immédiateté impériale et à faire reconnaître de manière définitive par le monastère en 1669 l'autorité du prince-électeur. Toujours à Trèves, il fonda un orphelinat, institua des bourses pour l'éducation religieuse des enfants de la noblesse et uniformisa en 1668 le droit de l'électorat par la promulgation du Kurtrierisches Landrecht, dont les principaux objectifs sont la réforme fiscale et l'institution de garanties pour l'artisanat régional.
L'archevêque Charles-Gaspard von der Leyen mit officieusement un terme à la chasse aux sorcières au sein de l’Électorat de Trèves.
Au plan de la politique d'empire, Charles-Gaspard se tint d'abord aux côtés de l’empereur Ferdinand III puis en 1658 se rebella contre l'autorité de Léopold Ier à l'initiative de la Ligue du Rhin, à laquelle il adhéra en 1662 face aux prétentions de Louis XIV et aux atteintes à ses droits métropolitains sur les évêchés Metz, Toul et Verdun. Mais à la dissolution de la Ligue du Rhin, conséquence de la guerre de Dévolution, Charles-Gaspard entra de nouveau en pourparlers avec l'empereur afin de préserver son diocèse d'une possible expansion française outre-Rhin, et en 1672 rallia la coalition contre la France, sans cependant parvenir à s'opposer à l'occupation de nouveaux territoires par l'ennemi.
Charles-Gaspard se fit fort de placer les membres de sa famille : en 1654 il nomma son frère cadet Damien-Hartard de la Leyen, le futur archevêque de Mayence, bailli et archidiacre de Karden. En 1660, il mit son frère Hugo Ernst von der Leyen († 1665) à la tête de la seigneurie de Blieskastel, puis en 1670 dota le fils de ce dernier, Charles-Gaspard II von der Leyen (1655–1739) de la seigneurie d'Arenfels, dont dépendait entre autres Bad Hönningen. Enfin, conscient de sa santé chancelante, il fit nommer dès 1672 son neveu Johann Hugo von Orsbeck comme son successeur.